# Quartier de la Maison-Blanche
Pour les articles homonymes, voir Maison-Blanche (homonymie).
Le quartier de la Maison-Blanche est le 51e quartier administratif de Paris situé dans le 13e arrondissement.
Il est limité au nord par le boulevard Auguste-Blanqui, à l'est par l'avenue de Choisy, au sud par les communes du Kremlin-Bicêtre et de Gentilly et à l'ouest par la rue de l'Amiral-Mouchez et la rue de la Santé. Ce quartier était la partie nord de la commune de Gentilly, le Petit-Gentilly, annexé à Paris en 1860.
Il tient son nom du hameau de la Maison-Blanche, autrefois situé à hauteur de la station de métro Maison-Blanche (sur la ligne 7 et 14), avenue d'Italie, qui tirait lui-même son nom d'une auberge ainsi nommée, que l'on dit avoir appartenu au père de l'historien Victor Duruy.

## Historique
Jusqu'à la fin du XVIIIe siècle, le quartier était délimité au nord par la Butte-aux-Cailles et au sud-ouest par la vallée de la Bièvre. Il était traversé par deux voies sensiblement nord-sud, les actuelles avenues d'Italie et de Choisy, et bordé au nord par l'enceinte des Fermiers généraux car il faisait partie de la commune de Gentilly.
La Butte-aux-Cailles était couverte de prés et de moulins et parsemée de carrières. Elle s'urbanisait lentement, à cause de sa proximité avec Paris.
La Bièvre, sinueuse et lente, alimentait les étangs de la Glacière ainsi qu'un moulin, le moulin des Prés.
Les deux routes, aujourd'hui avenues d'Italie et de Choisy, s'urbanisaient lentement, notamment au hameau de la Maison-Blanche sur la grand-route de Fontainebleau (avenue d'Italie).
L'enceinte de Thiers isola en 1841 le quartier de sa commune de rattachement, Gentilly, et l'urbanisation continua de se développer à partir du nord. Lors de son annexion à Paris en 1860, le quartier comprenait de vastes espaces non construits dans la vallée de la Bièvre et au sud de l'arrondissement.
Le relief particulier du quartier a disparu progressivement à partir de la seconde moitié du XIXe siècle par la couverture de la Bièvre de 1904 à 1912 et par le remblaiement de la vallée principalement par les gravats des travaux d'urbanisme parisiens. Les propriétaires du fond de la vallée furent expropriés, pour la plupart au cours des années 1890, pour créer de nouvelles voies croisant à niveau la rue de Tolbiac ouverte en 1875, à l'origine établie sur un viaduc et sur un remblai. Le remblaiement ne prit fin qu'en 1933 dans la partie sud du quartier. Le niveau des rues actuelles est compris entre 4 mètres à l'extrémité nord de la rue de la Glacière vers le boulevard Auguste Blanqui et 19 mètres aux environs de l'église Sainte-Anne au-dessus de celui d'origine.
Le rattachement à Paris en 1860, le comblement volontariste de la vallée de la Bièvre, la création de la rue de Tolbiac, l'installation de plusieurs industries liées à la Bièvre (tanneries, mégisseries, notamment) ou simplement attirées par l'existence de vastes terrains libres (chocolaterie Lombart, usine Gnôme et Rhône, notamment), l'arrivée du chemin de fer de Petite Ceinture, puis du métro, ont fortement marqué l'histoire du quartier jusqu'au début du XXe siècle.
La première moitié du XXe siècle a ensuite vu s'achever l'urbanisation du quartier, marquée notamment par la couverture intégrale de la Bièvre, la destruction des fortifications, la construction de vastes ensembles d'habitations à bon marché (HBM) en briques orange et l'érection du stade Charléty. Partout ailleurs s'élevaient, sans cohérence visible, des pavillons ouvriers, des immeubles de style haussmannien ou similaire, ainsi que des ateliers et commerces classiques du Paris de l'époque.
La seconde moitié du XXe siècle a été marquée par la destruction de plusieurs quartiers réputés insalubres, remplacés par des ensembles immobiliers tel que ceux de la rue de la Glacière, par exemple, ainsi que les premiers gratte-ciels de France (tours Super-Italie, Chambord ou Antoine et Cléopâtre, par exemple), pendant que les anciens pavillons ouvriers devenaient progressivement de véritables attractions touristiques, tels ceux de la rue Dieulafoy (ainsi nommée du nom du médecin Paul Georges Dieulafoy) ou de la cité Florale notamment. Quant à la place d'Italie, elle a pris son aspect actuel avec la construction du vaste ensemble commercial Galaxie, devenu Italie 2, surmonté de plusieurs hautes tours.
Le reste du quartier a progressivement perdu ses activités industrielles et artisanales, et sa partie est s'est transformée au contact du quartier asiatique. L'arrivée de la ligne 3a du tramway d'Île-de-France fin 2006 et l'urbanisation de l'ancienne gare de marchandises de La Glacière-Gentilly (ZAC Gare de Rungis) annoncent de profondes transformations du sud du quartier.

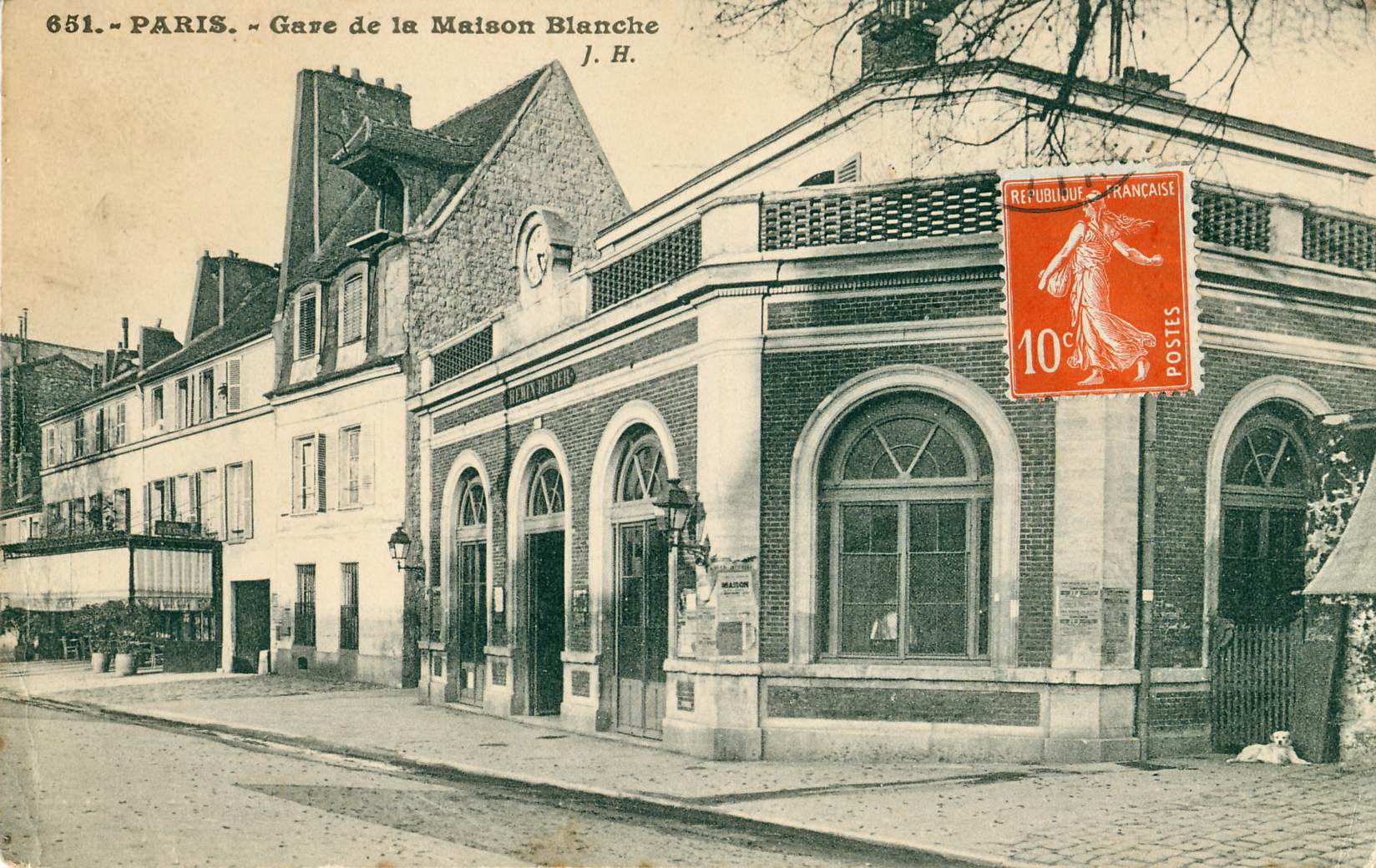
La gare de Maison-Blanche, sur la Petite Ceinture au début du XXe siècle.
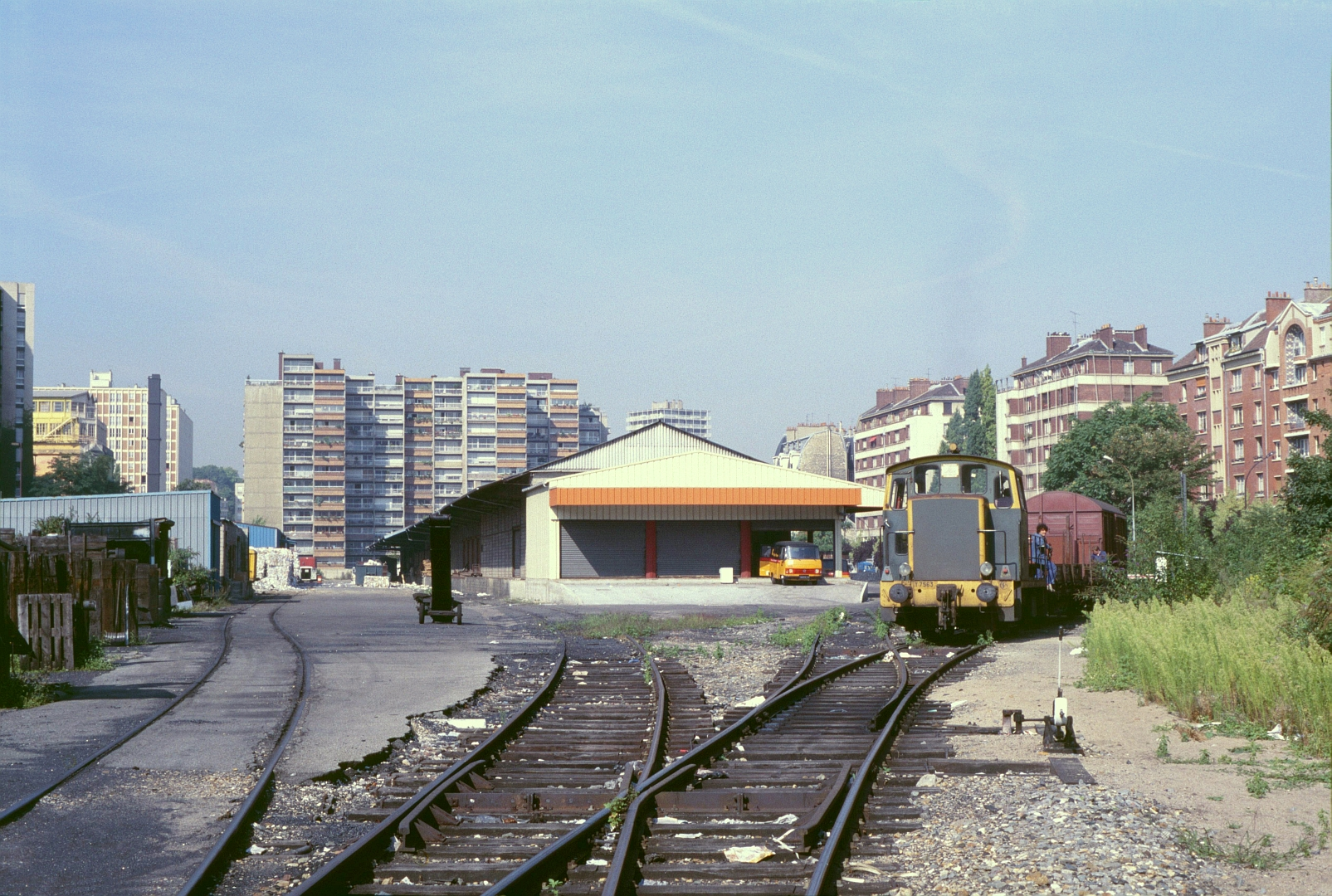
La gare de la Glacière-Gentilly quand la Petite Ceinture était en activité.
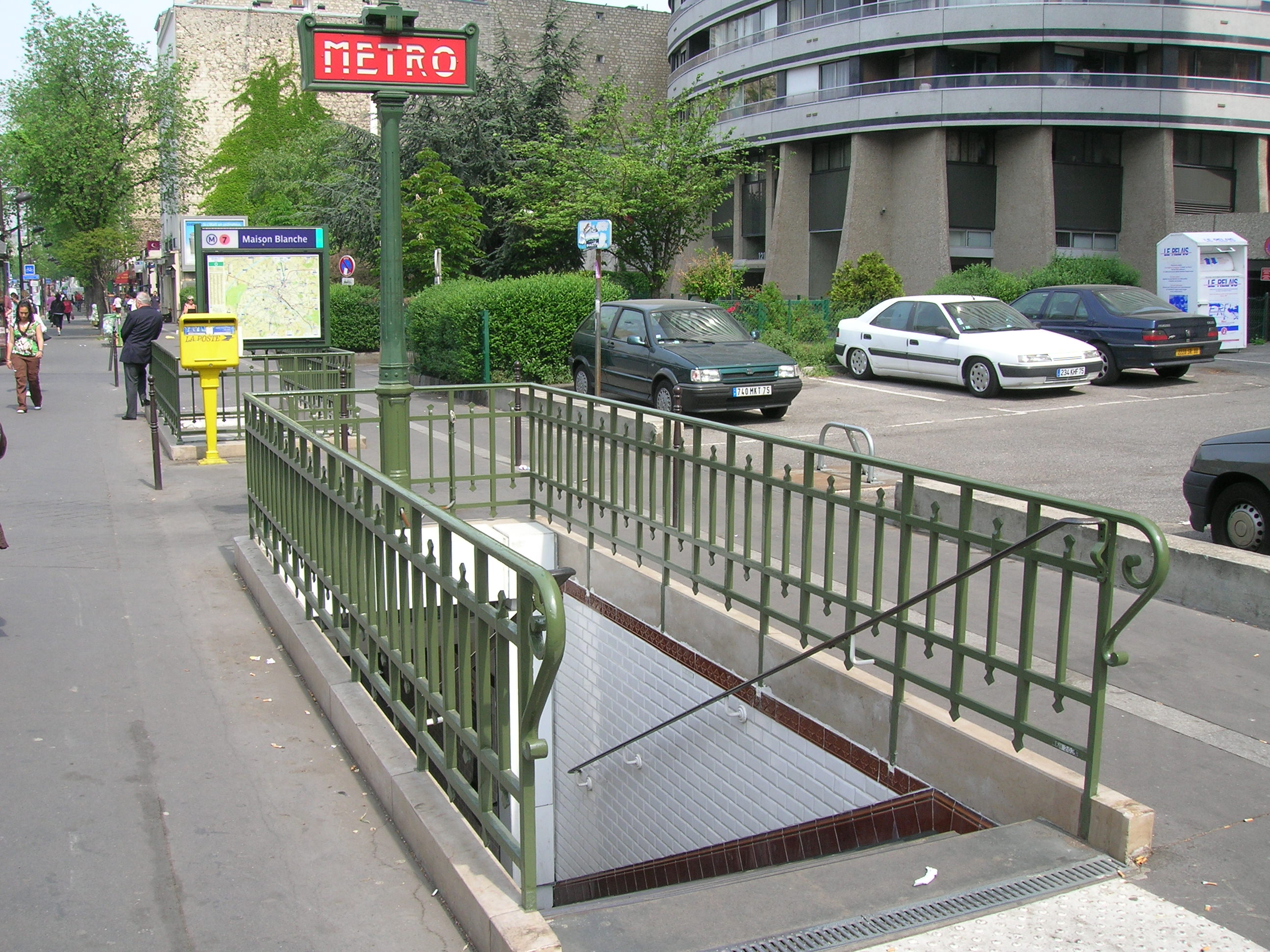
Ancien accès de la station de métro Maison-Blanche disparue à l'arrivée de la ligne 14.

## Édifices et monuments remarquables

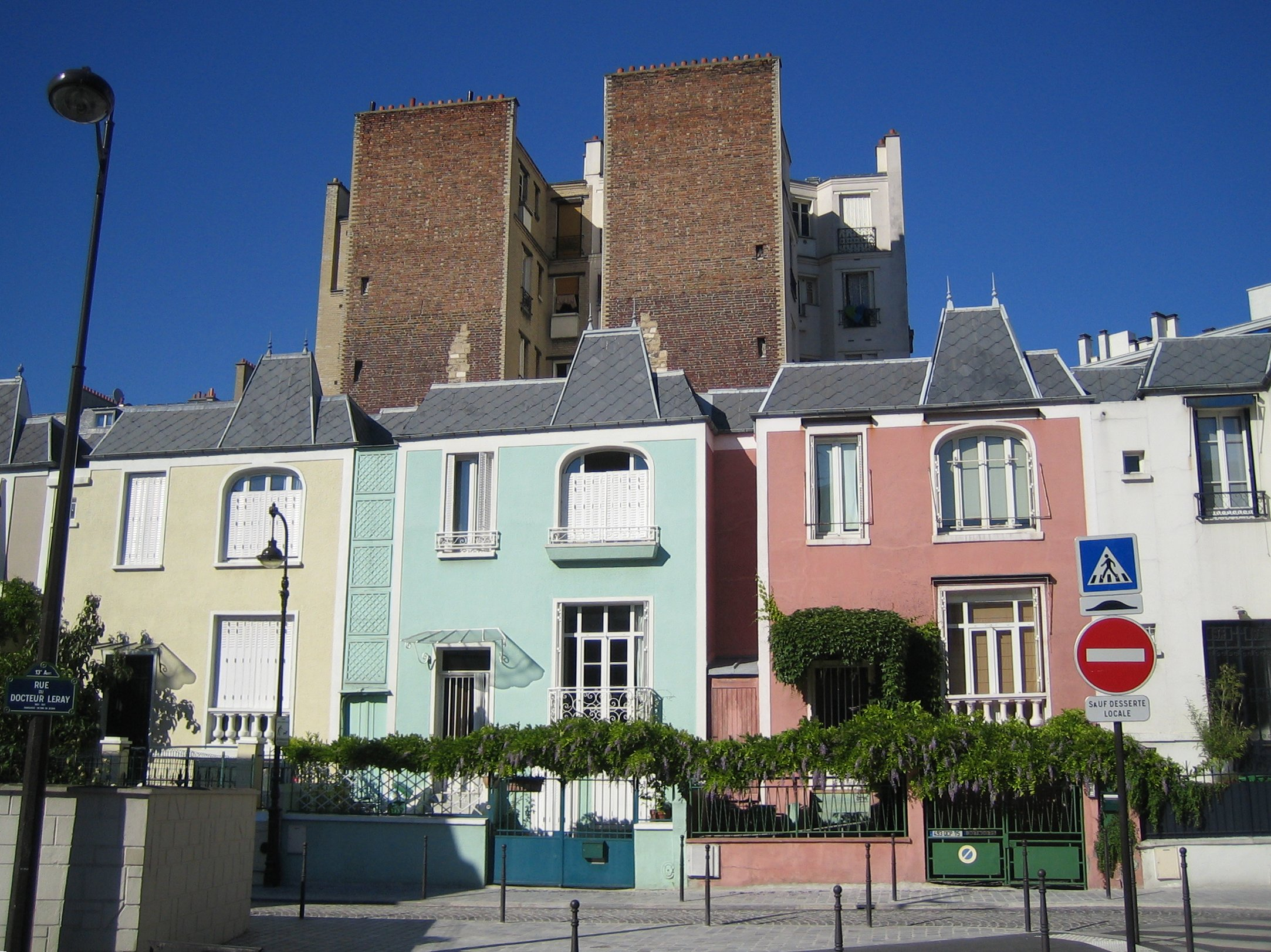
Les maisons d'Henry Trésal, rue Dieulafoy.
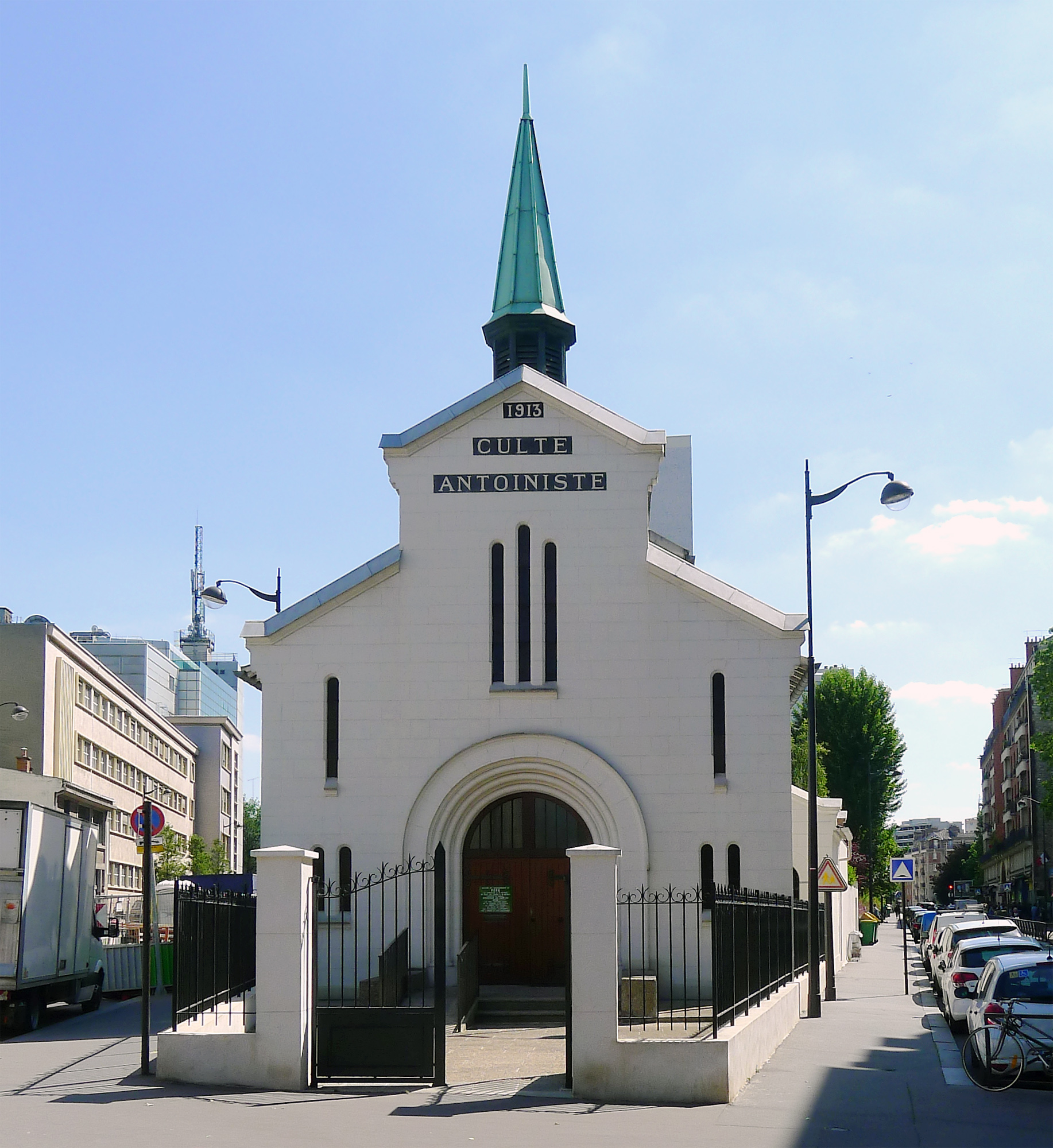
Temple antoiniste.
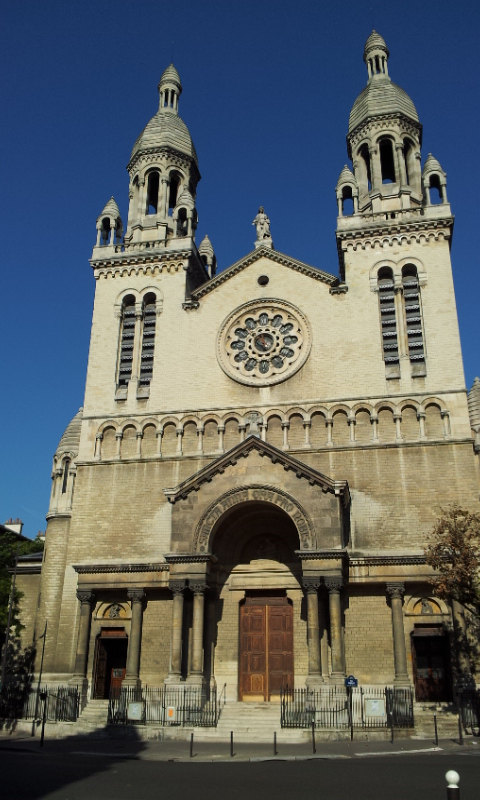
Église Sainte-Anne-de-la-Butte-aux-Cailles.
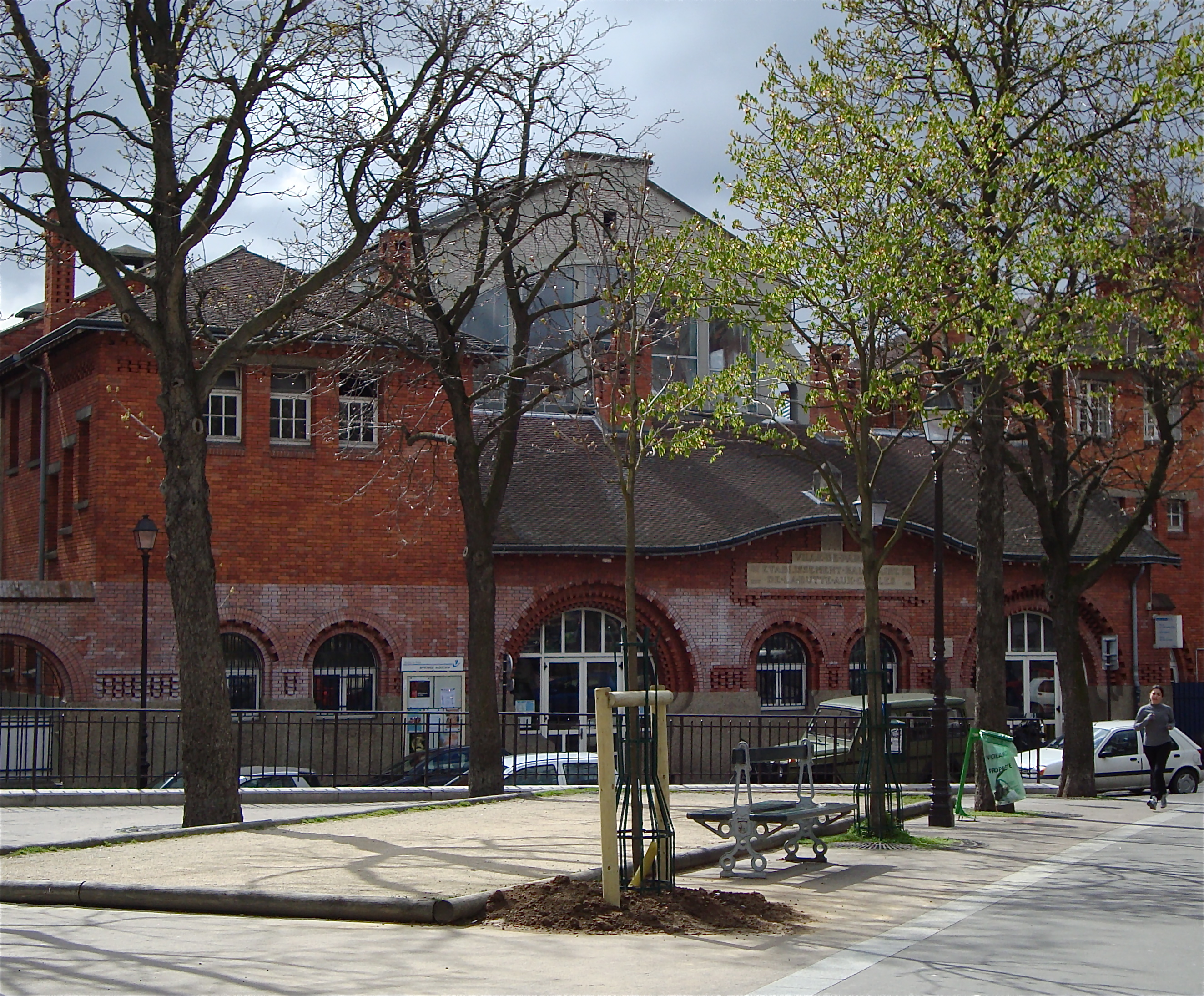
Piscine de la Butte-aux-Cailles.

- Le temple du culte antoiniste au croisement des rues Wurtz et Vergniaud.
- L'église Sainte-Anne de la Butte-aux-Cailles, de style romano-byzantin, fut construite par l'architecte Prosper Bobin à partir de 1891, et consacrée en 1912[5].
- La piscine de la Butte-aux-Cailles fut conçue par l'architecte Louis Bonnier et construite entre 1922 et 1924 en adjonction d'anciens bains-douches datant de 1908. Elle était alimentée à sa mise en service par un puits artésien conçu à l'origine par François Arago, donnant accès à une eau à 28 °C depuis 1893, date de sa construction définitive sous la direction de Paulin Arrault[6].
- L'œuvre de la Mie de pain : à l'origine simple soupe populaire installée rue Martin-Bernard en 1891 à l'initiative de Paulin Enfert, elle s'installa en 1931 dans ses locaux de la rue Charles-Fourier, qu'elle occupe toujours[7],[8]. C'est devenu de nos jours un centre social et centre d'hébergement ouvert à longueur d'année.
- Autour de la place de l'Abbé-Georges-Hénocque ont été construits plusieurs lotissements de maisons individuelles, dont le plus ancien à partir de 1908 à l'initiative de l'Association fraternelle des employés et ouvriers des chemins de fer français (section Paris Métropolitain), dont la création remontait à 1880. Le plus remarquable est celui de la rue Dieulafoy, où quarante-quatre maisons presque identiques ont été construites à partir de 1921 par l'architecte Henry Trésal[9],[10].
- Sur la place de l'Abbé-Georges-Hénocque elle-même, on peut noter l'immeuble en briques jaunes, caractéristique du style de cette époque, construit entre 1913 et 1921 par l'architecte Henri Viet en tant qu'Institut d'hygiène sociale pour la protection mutuelle des chemins de fer, aujourd'hui Mutuelle générale des cheminots[10]. En briques rouges, lui, et presque en face, se trouve l'hôpital privé des Peupliers, construit pour la Croix-Rouge entre 1906 et 1908, et depuis 2006 propriété de la Générale de santé[11].
- Groupe scolaire, 10, rue Küss, construit entre 1932 et 1934 sur les plans de l'architecte Roger-Henri Expert. Traité en béton armé, matériau original pour une école à cette époque, sa forme évoque la poupe d'un navire. Le béton a été coulé sur place, et sa surface, soigneusement traitée, laisse apparaître ses gravillons de différentes couleurs. Les logements de fonction donnent sur les terrasses en gradins[12]. Cet ensemble est inscrit monument historique depuis 1997[13].
- La poterne des Peupliers était, du temps de l'enceinte de Thiers, à la fois poterne — c'est-à-dire « petite porte » — pour les circulations terrestres franchissant les fortifications, et poterne d'eau pour l'entrée de la Bièvre dans la capitale. Lors de la couverture de la Bièvre au début du XXe siècle, les poternes d'eau demeurèrent, mais souterraines[14]. Cette poterne demeure aujourd'hui l'un des rares témoins de ces fortifications, bien qu'assez fortement remanié.
- À la porte de Gentilly se trouve le stade Sébastien-Charléty, inauguré en 1939 à l'emplacement du bastion no 85 des anciennes fortifications[15] sur les plans de l'architecte Bernard Zehrfuss. Le stade sera ensuite complètement reconstruit en 1994 par l'architecte Henri Gaudin[16]. À titre d'anecdote, il a été rapporté[17] que le sculpteur Alexandre Falguière, mobilisé durant l'hiver 1870-1871 en ce bastion no 85, y exécuta en neige et glace une statue de la Résistance le 21 décembre 1870, par une température de −20 °C.

## Parcs et jardins
- Situé au sud du boulevard Kellermann, le parc Kellermann s'étend sur 5,6 hectares et se situe sur l'ancien lit de la Bièvre. Il a été construit après la destruction des fortifications de Thiers, dans les années 1930[18].

## Zones
- Butte-aux-Cailles
- Cité florale
- Peupliers ou dit de la « Poterne des Peupliers »